# Plaza de Toros de Cáceres
Plaza de Toros de Cáceres är en amfiteater i Spanien.   Den ligger i provinsen Provincia de Cáceres och regionen Extremadura, i den centrala delen av landet, 250 km väster om huvudstaden Madrid. Plaza de Toros de Cáceres ligger 436 meter över havet.
Terrängen runt Plaza de Toros de Cáceres är lite kuperad. Runt Plaza de Toros de Cáceres är det ganska glesbefolkat, med 45 invånare per kvadratkilometer. Närmaste större samhälle är Cáceres, 0,51 km sydost om Plaza de Toros de Cáceres. Trakten runt Plaza de Toros de Cáceres består till största delen av jordbruksmark.